# Matthew Jurman
Matthew Jurman (Wollongong, 8 de dezembro de 1989), é um futebolista australiano que atua como zagueiro. Atualmente, joga pelo Xanthi F.C..

## Carreira
Foi convocado para defender a Seleção Australiana de Futebol na Copa do Mundo de 2018.